# Vanessa Warwick
Vanessa Warwick (geboren als Vanessa Young) is een voormalig MTV-presentatrice van het programma Headbanger's Ball. Warwick presenteerde de Europese versie van het programma, dat in Amerika onder meer werd gepresenteerd door Adam Curry en Riki Rachtman. Ze werkte al enige tijd achter de schermen maar werd in 1991 presentatrice, wat ze tot 1996 zou blijven. Tegenwoordig is ze freelance-regisseur en vastgoedondernemer.

## MTV's Headbangers Ball
Warwick begon haar carrière bij MTV Europe als productieassistente, onder meer al voor het programma Headbanger's Ball (toen nog gepresenteerd door Kristiane Backer). Het programma MTV Greatest Hits, gepresenteerd door Paul King, hield een thema-uitzending over hardrock en heavy metal en ze verbaasde de voltallige redactie met haar gedetailleerde kennis van deze genres. Vanaf 1991 kreeg ze bij MTV de presentatie van de Europese variant van het Amerikaanse MTV-programma Headbanger's Ball in handen, na een succesvol tour report van de band Overkill. Ze presenteerde het programma van 1991 tot en met 1996. Het programma werd op zondagavond uitgezonden, aanvankelijk drie uur lang, maar die lengte werd in de loop der jaren verder teruggebracht, tot uiteindelijk een uur.
Warwick drukte een duidelijk stempel op de show en gaf het een veel serieuzer karakter aan het programma dan de Amerikaanse variant, waarbij het toch vaak om de feestsfeer ging, met name in de tijd van Ricki Rachtman, die zich bovenal als een vriend van muzikanten profileerde. Rachtmans voorganger, Adam Curry, viel op zijn beurt vooral op door zijn gebrekkige kennis van het genre.
Veel hardrock- en heavymetalbands die bij haar in de smaak vielen, braken door in Europa nog voordat ze in Amerika doorbraken. Voorbeelden hiervan zijn Biohazard, Pantera, Deftones en in het bijzonder Machine Head. Een andere band die veel profijt heeft gehad van haar steun is de Schotse band The Almighty, met daarin haar toenmalige echtgenoot Ricky Warwick. In haar laatste week bij MTV als presentatrice vroeg ze een videoclip van The Almighty aan bij collega Ray Cokes, in het programma MTV's Most Wanted. Daarnaast gaf ze veel bands in het extremere genre, die normaal gezien commercieel oninteressant zouden zijn voor een muziekzender, een platform om door te breken.

### Vaste formule
Wat wel hetzelfde was als in het Amerikaanse programma was het grote aantal gastpresentatoren dat het programma in haar plaats presenteerde. Dit waren meestal artiesten, die in die aflevering het programma ook mochten samenstellen. Een andere overeenkomst met het Amerikaanse programma was het grote aantal afleveringen dat op locatie werd geschoten, vaak met de titel van de uitzending aangepast aan het evenement (bijvoorbeeld The Metallica Meltdown). Evenementen als Monsters of Rock, Dynamo Open Air en tal van andere grote evenementen waren het decor van Headbanger's Ball. Niet zelden werden prijsvragen uitgeloot voor winnaars die vanuit hun eigen land een geheel verzorgde vliegreis naar die evenementen konden winnen, waarmee MTV het publiek actief bij haar programma's betrok.

### Triple Thrash Treat
Een onderdeel dat Warwick zelf heeft toegevoegd, is de "Triple Thrash Treat", waarbij een gast of kijker zijn eigen drie lievelingsvideo's mocht aanvragen. Dit onderdeel stond meestal aan het eind van het programma geprogrammeerd. Ook droeg ze zelf bij aan de leaders van het programma en selecteerde ze zelf de muziek ervoor.

## Uiterlijk
Warwick viel naast haar kennis van muziek op door haar opvallende uiterlijk. Ze droeg piercings in haar gezicht, ze was lang en mager en ze had bovendien vaak de wildste kapsels. In haar platinablonde haar had ze regelmatig felgekleurde accenten, meestal blauw. Ook in haar kleding liet ze zien een insider in het metalcircuit te zijn, met onder andere jassen met bandlogo's. Ondanks haar opvallende uiterlijk stelde ze zich doorgaans bescheiden op, zowel als presentatrice als in haar rol als interviewer.

## Overig
Warwick produceerde de video voor het Motörhead-nummer "God Save the Queen" (2001), een cover van de Sex Pistols.
Tegenwoordig is zij vastgoedondernemer in Londen en freelanceregisseur.
Ondanks de scheiding van Ricky Warwick in de jaren negentig, blijft ze de naam Warwick gebruiken.